# 김성림 (배우)
김성림(1974년 11월 24일 ~ )은 대한민국의 배우이다. 1996년 영화 '귀천도'를 통해 데뷔하였으며 주요 작품으로는 1995년 영화 '엄마에게 애인이 생겼어요', 1996년 '귀천도', 1997년 MBC TV 주말 드라마 "사랑한다면" 등이 있다.

## 출연 작품
- 1995년 영화 엄마에게 애인이 생겼어요! - 정보실 담당 역
- 1996년 영화 귀천도 - 도연 / 청연 역
- 1997년 MBC TV 주말 드라마 사랑한다면 - 여대생 가정교사 정신 역

## 경력
- 소년경향, 소녀시대 (표지 모델)
- 모델러 2000 (잡지) - 베가테크 (지면 광고) - 1995년 8월호
- 에벤 에셀 - 비키 CF
- 필립스 CF